# Subsuelo (novela)
Subsuelo es una novela del escritor argentino Marcelo Luján, publicada originalmente en 2015 por la editorial española Salto de página. y que está siendo adaptada a la pantalla por el director sevillano Fernando Franco. La novela obtuvo en 2016 el  Premio Dashiell Hammett de la Semana Negra de Gijón.

## Argumento

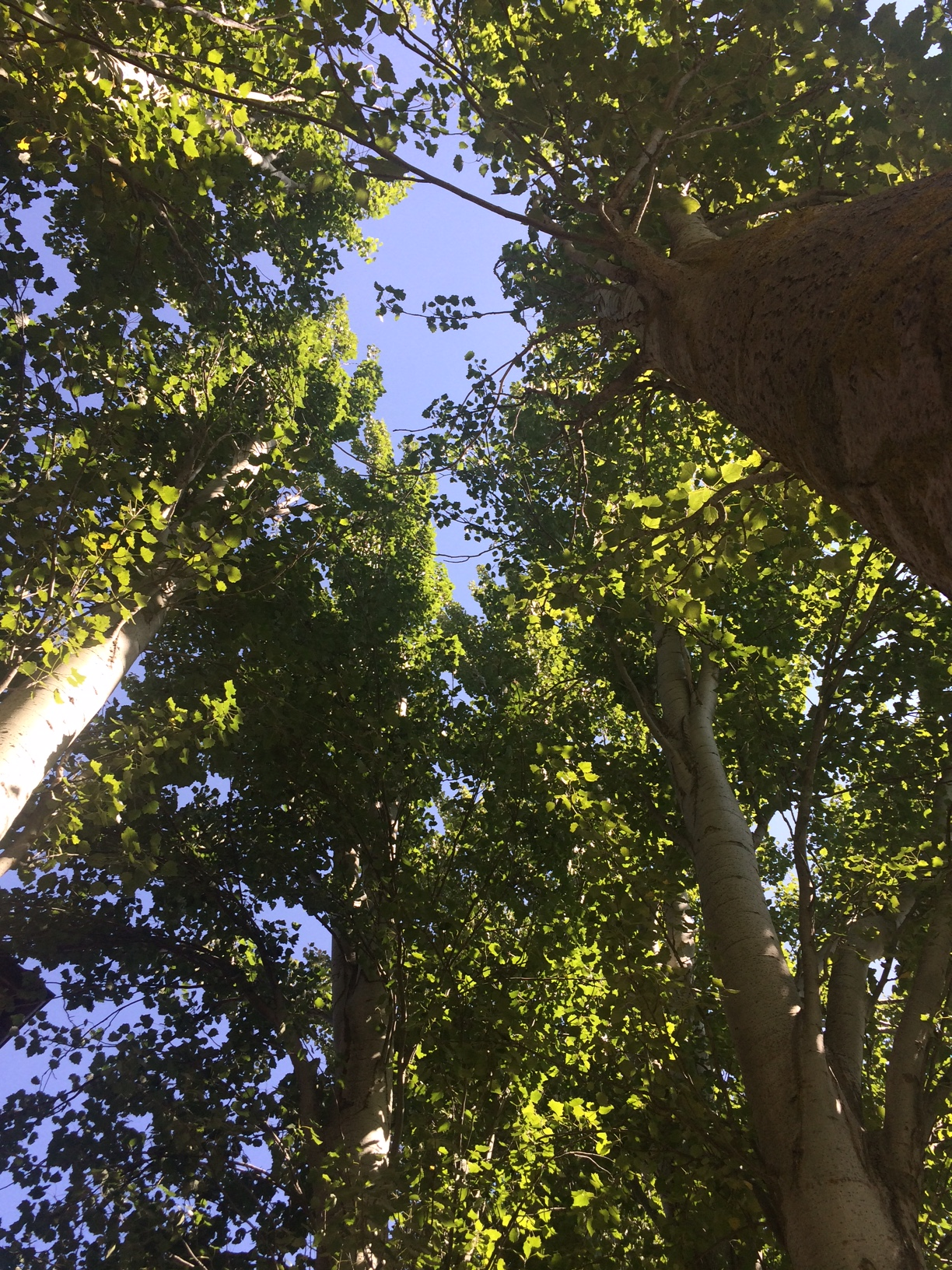
La parcela del valle linda con un bosque de abedules. Son los principales observadores.

Se trata de una novela de humillación y venganza.Todo comienza un verano, lejos de la ciudad, en la parcela del valle propiedad de la familia. Entonces los mellizos tienen 17 años.Una noche salen en coche a por hielo y se produce un trágico accidente. El vehículo lo conduce Eva, la melliza, que es menor de edad. Su hermano (Fabián) va en el asiento de atrás y graba todo con el móvil. A los mellizos los acompaña Javier, dueño del coche, quien muere en el accidente. Para salvar a su hija, la madre de los mellizos (Mabel), coloca al muerto al volante. Su otro hijo queda en silla de ruedas. Allí se inicia el calvario para Eva: su hermano la maltrata verbal y físicamente. La amenaza con enseñar el vídeo y destapar la verdad. La acusa de su invalidez y la trata de asesina.

Dos veranos después del accidente, la familia regresa a la parcela del valle. Durante ese tiempo, la melliza empezó a salir secretamente con Ramón, el hermano de Javier, diez años mayor que ella. Ni Ramón ni la compañía de seguros creen la versión oficial de la familia. Todos sospechan que, pese a haber aparecido muerto al volante, Javier no era quien conducía. Pero no hay testigos y todo se basa en las declaraciones de los mellizos y de Mabel.

Ramón empieza a presionar a su joven novia, mientras Fabián continúa amenazándola y maltratándola. Secretamente, Eva convence a Ramón de que era Fabián quien conducía, y de que es mentira que no pueda caminar (de hecho puede hacerlo) y de que fue él quien puso al muerto al volante para salvarse a sí mismo. Por distintos motivos Eva y Ramón desean vengarse Fabián. Trazan un plan para acabar con él pero algo inesperado trunca las intenciones de la pareja.

## Premios y reconocimientos
Además del  Premio Dashiell Hammett en la Semana Negra de Gijón, Subsuelo obtuvo otros dos galardones a mejor novela publicada en 2015: el que otorga la Asociación Cultural Novelpol, y el Ciudad de Santa Cruz, entregado en el marco del  Festival Atlántico Tenerife Noir.

## Recepción
En el suplemento cultural del periódico español ABC, Juan Ángel Juristo expresó su elogio con “una narración trepidante de marcada excelencia”. Similares conceptos fueron publicados en el diario El País por el crítico y escritor Justo Navarro en el suplemento cultural Babelia: “blancura solar y negrura criminal se revela poderosa, consistente”.
Valorada por el modo de transmisión y por aportar un nuevo tratamiento del género negro, evitando la variable policial o detectivesca, y ahondando en los límites de la oscuridad, la ejecución y recepción del mal.En palabras del propio autor: "Nada puede ser increíble después de Auschwitz" 
También el periódico español El Mundo, en su suplemento El Cultural, hizo acopio de esta novela. Ernesto Calabuig confirmó que Subsuelo es “una novela sólida y ambiciosa”, mientras que el escritor Eloy Tizón (también en El Cultural) dijo: "Luján aprovecha con inteligencia y talento la energía fatalista del género negro, heredada de la tragedia griega, para subvertirla y desplazarla hasta un espacio diáfano de chalet de clase media con césped y canto de aspersores, barbacoa y abedules, dos familias con hijos adolescentes y mala suerte, cuyas siluetas se recortan contra un fondo de pesado erotismo, marcas rojas del bikini sobre la piel y hormigas invasoras".
En Argentina, la escritora Claudia Piñeiro (considerada una de las más importantes autoras latinoamericanas de género negro) dijo: “Marcelo Luján ha construido una novela arrolladora, pero a la vez sutil, minuciosa, profunda. Con una prosa virtuosa y un manejo del suspenso que estremece, nos sumerge en una historia difícil de olvidar. Una muerte joven, ocultamientos, mentiras y la manipulación como tortura. Incluso entre quienes dicen quererse. De lo mejor que leí en los últimos tiempos”. Y en el suplemento cultural Radar, del diario Página/12, Martín Kasañetz expresó: “Subsuelo construye una historia apabullante con una escritura limpia y cuidada que busca mostrarnos lo peor, lo que nadie quiere que suceda” 
Por su parte, Matías Néspolo, en el diario argentino  La Nación, dijo sobre Subsuelo: “Claustrofóbica e hipnótica, esta historia tiene maldad a rebalsar, pero es tan cercana y prosaica, que hace temblar” 